# محمد سلام جميعان
محمد سلام جميعان (1954) شاعر وروائي وصحفي فلسطيني - أردني. ولد في مدينة الخليل. حصل على الإجازة في اللغة العربية وآدابها وعمل مدرّسًا للغة العربية في الأردن من 1979 إلى 2003 ثم محرّرًا أدبيًا في جريدة اللواء الأردنية، وصوت العالم العربي المصرية. هو عضو رابطة الكتاب الأردنيين وعمل أميناً عاماً لها، وله العديد من الإصدارات الشعرية والروائية والأعمال المسرحية إضافة لأدب الأطفال ونقد الأدبي.

## سيرته
ولد محمد سلام جمعة جميعان في مدينة الخليل بفلسطين سنة 1954، عمل مدرّسًا في وزارة التربية والتعليم الأردنية خلال السنوات 1979 إلى 2003، عين رئيسًا في قسم التحرير اللغوي في إدارة المناهج والكتب كما عمل لفترات متقطعة محرراً ثقافياً في صحيفة اللواء، والعهد، ومجلة صوت العالم العربي المصرية.

عمل أميناً عاماً لاتحاد الكتاب والأدباء الأردنيين، وهو عضو رابطة، واتحاد الكتاب العرب.

## شعره
هو شاعر محدث كثيراً ما يزاوج في القصيدة بين العامودي والمقفى والحر الطلق.

## جوائزه
- 2000: جائزة عمان عاصمة للثقافة العربية في حقل المسرح.

## مؤلفاته
من مجموعاته الشعرية:
- فواصل العطش والمسافات، 1985
- رحيق النار، 1992.
- عصافير الرماد، 1993

من رواياته:
- أقواس الوحشة، 1996
- جرس العدالة، 1997
- مستشار السلطان، 1997
- قدح من النفط، 1987
- بياع السوس، 1998

في موضوعات الأخرى:
- المثل في الشعر العربي ، 1999
- الوحي والشعر ، 2017